# 103e méridien ouest
En géographie, le 103e méridien ouest est le méridien joignant les points de la surface de la Terre dont la longitude est égale à 103° ouest.

## Géographie

### Dimensions
Comme tous les autres méridiens, la longueur du 103e méridien correspond à une demi-circonférence terrestre, soit 20 003,932 km. Au niveau de l'équateur, il est distant du méridien de Greenwich de 11 466 km,.
Avec le 77e méridien est, il forme un grand cercle passant par les pôles géographiques terrestres.

### Régions traversées
En commençant par le pôle Nord et descendant vers le sud au pôle Sud, Le 103e méridien ouest passe par:
| Coordonnées           | Pays, territoire ou mer  | Notes |
| --------------------- | ------------------------ | --- |
| 90° 00′ N, 103° 00′ O | Océan Arctique           | |
| 79° 15′ N, 103° 00′ O | Canada                   | Nunavut — Île Ellef Ringnes et Île Thor |
| 78° 09′ N, 103° 00′ O | Détroit de Maclean       | |
| 77° 40′ N, 103° 00′ O | Etendue d'eau sans nom   | |
| 76° 27′ N, 103° 00′ O | Canada                   | Nunavut — Île Cameron, Île Vanier, Île Massey et Île Alexander |
| 75° 33′ N, 103° 00′ O | Canal de Austin (en)     | |
| 75° 25′ N, 103° 00′ O | Canal de Parry           | Détroit du Vicomte-Melville |
| 73° 10′ N, 103° 00′ O | Canal de M'Clintock (en) | Passe juste à l'ouest de Île du Prince-de-Galles, Canada (à 72° 46′ N, 102° 44′ O) |
| 70° 41′ N, 103° 00′ O | Canada                   | Nunavut — Île Victoria |
| 68° 48′ N, 103° 00′ O | Golfe de la Reine-Maud   | |
| 67° 54′ N, 103° 00′ O | Canada                   | Nunavut Territoires du Nord-Ouest — à partir de 64° 19′ N, 103° 00′ O Saskatchewan — à partir de 60° 00′ N, 103° 00′ O |
| 49° 00′ N, 103° 00′ O | États-Unis               | Dakota du Nord Dakota du Sud — à partir de 45° 57′ N, 103° 00′ O Nebraska — à partir de 43° 00′ N, 103° 00′ O Colorado — à partir de 41° 00′ N, 103° 00′ O Frontière entre le Nouveau-Mexique et l'Oklahoma — à partir de 37° 00′ N, 103° 00′ O Texas — à partir de 36° 30′ N, 103° 00′ O                           |
| 29° 09′ N, 103° 00′ O | Mexique                  | Coahuila Durango — à partir de 24° 47′ N, 103° 00′ O Zacatecas — à partir de 24° 26′ N, 103° 00′ O Jalisco — à partir de 21° 17′ N, 103° 00′ O Michoacán — à partir de 20° 11′ N, 103° 00′ O Jalisco — à partir de 19° 58′ N, 103° 00′ O, passe par le lac de Chapala Michoacán — à partir de 19° 03′ N, 103° 00′ O |
| 18° 10′ N, 103° 00′ O | Océan Pacifique          | |
| 60° 00′ S, 103° 00′ O | Océan Austral            | |
| 72° 21′ S, 103° 00′ O | Antarctique              | Liste des territoires non revendiqués |
| 73° 15′ S, 103° 00′ O | Océan Austral            | Mer d'Amundsen |
| 74° 52′ S, 103° 00′ O | Antarctique              | Liste des territoires non revendiqués |